# Université du Nebraska à Kearney
L'université du Nebraska à Kearney (en anglais : University of Nebraska at Kearney ou UNK) est une université américaine située à Kearney dans le Nebraska.

## Présentation

Logo de l'UNK